# A Pillow of Winds
A Pillow of Winds è una canzone del 1971 della progressive rock band inglese Pink Floyd. Scritta da David Gilmour e Roger Waters, è la seconda traccia dell'album Meddle.

## Il brano
È una dolce canzone acustica che tratta d'amore, cosa piuttosto singolare considerando le precedenti (e future) composizioni della band. Il chitarrista David Gilmour compose la sequenza di accordi, suonati in una serie di arpeggi, e la melodia, mentre il bassista Roger Waters scrisse il testo. In questo pezzo c'è una parte suonata da Gilmour con la slide guitar, come anche una con basso fretless.
Il pezzo inizia e termina in MI maggiore, con una parte centrale più oscura (in corrispondenza del verso "and the candle dies"  - 'e la candela muore') in MI minore. Sia l'accordo di MI maggiore che quello di MI minore aggiungono una nona, rendendo questa canzone uno dei molti pezzi dei Pink Floyd caratterizzati da un accordo di MI minore con l'aggiunta della nona.
Per quasi tutto il pezzo, il basso rimane costantemente in MI come se fosse usato un pedale, creando un effetto di bordone.
Nell'interludio musicale, invece, gli accordi cambiano completamente in LA minore e SI minore, interrompendo per un certo tempo il bordone basso in MI prima di ritornare al MI maggiore.
Secondo Nick Mason, il titolo della canzone deriva da una possibile mano del Mahjong, il gioco del quale la band si era appassionata durante le sue tournée.
Nel testo si parla anche di un eiderdown ("piumino"). Altre due canzoni dei Pink Floyd fanno riferimento ad un piumino, Flaming di Syd Barrett e Julia Dream di Waters.

## Formazione
- David Gilmour - chitarra, steel guitar, voce
- Roger Waters – basso elettrico
- Richard Wright – organo Hammond
- Nick Mason – batteria, percussioni